# 王依渟
王依渟（1997年12月31日—），暱稱ET，台灣女性Twitch實況主，曾為馬來西亞女子組合Amoi-Amoi成員。

## 經歷
王依渟16歲時就一面讀書、一面於RC語音開直播。2014年以改編歌曲聲援太陽花學運、批評時任中華民國總統馬英九，使她獲得多家媒體報導。後來王依渟於2016年透過《AMOi-AMOi百萬女團選拔賽》，加入了馬來西亞女子組合Amoi-Amoi，直到該團於2020年解散。Amoi-Amoi解散後，王依渟開始在Twitch開直播，直播內容大多為演唱及分享生活，其中熱門表演曲目為王麟原唱之歌曲〈要愛愛〉，被稱為「愛愛女王」。

## 紀事
2021年2月24日，王依渟在實況中睡覺，引發網友湧入實時收看，最高紀錄超過萬人同時在線。
2021年7月4日，網路溫度計公布「20大Twitch正妹實況主」，第十三名王依渟Twitch追蹤數14.19萬、網路聲量2113。
2021年10月6日，Twitch後台資料外洩導致多名實況主的收入金額曝光，其中顯示王依渟在直播僅1年多的時間內收入已高達27萬美元。
2022年1月22日，王依渟的Instagram帳號遭官方封禁；3月30日，經過不斷申訴後解禁。
2022年9月9日，王依渟在Instagram貼出的限時動態，公開自己的2019冠狀病毒病快速抗原檢測陽性照片，並在下一篇限時動態說，應該是被隱匿病情不報的人傳染。
2023年9月25日，王依渟獲新北市政府警察局新莊分局邀請，擔任「新世代打擊詐欺策略行動」反詐騙大使。

## 演出作品

### 電影
- 2022年1月27日，《辣死你媽傳人》，2019年拍攝。

## 音樂作品

#### 數位單曲
|     | 發行日期      | 單曲名稱   | 詞曲                      | 備註 |
| --- | ------------- | ---------- | ------------------------- | ---- |
| 1st | 2022年5月20日 | 傻傻愛上你 | 作詞：田亞霍 作曲：田亞霍 |      |

## 外部連結
- 王依渟的Instagram帳戶
- 王依渟的Facebook專頁
- 王依渟的Twitch频道
- YouTube上的王依渟頻道